# Luis Otero Mujica
Luis Otero Mujica (Putaendo, 14 de marzo de 1879 - Santiago, 27 de noviembre de 1938) fue un militar chileno que ejerció de Comandante en Jefe del Ejército de Chile durante el periodo del 3 de agosto de 1932 al 26 de diciembre de 1932.

## Biografía
Hijo de Ramón Otero y Susana Mujica nace en Putaendo el 13 de marzo de 1879.
A la edad de 17 años, en 1896 ingresa como Cadete a la Escuela Militar. El año egresa siguiente como Subteniente de Infantería, siendo sirviendo a la Segunda Compañía del Batallón N.º 7 de esa Arma.
En los inicios de su carrera militar, se desempeña como Teniente en el Batallón de Infantería N.º 2 “Esmeralda”.
En 1902 al cambiarse al Arma de Ingenieros, presta servicios en la Compañía “Santiago”, y al año siguiente, ingresa a la Academia de Guerra.
Posteriormente, debido a sus destacadas condiciones profesionales, es premiado con un perfeccionamiento en el Ejército de Alemania e ingresa al Batallón de Pionier Nº14 en Kehl.
De vuelta al país, se incorpora a la Compañía de Zapadores Pontoneros “Concepción”. Entre 1907 y 1909 realiza sus estudios en la Academia de Guerra y, con el grado de Capitán, se desempeña en el Estado Mayor General. Destinado al Batallón de Ferrocarrileros, en 1918 desempeña una importante acción en la extensión del Ferrocarril de Puente Alto a la localidad de El Volcán, en San José de Maipo.
Ascendido a teniente coronel, es comandante del regimiento de Ferrocarrileros y en forma paralela se desempeña como profesor de la Academia de Guerra, sirviendo la Cátedra de Guerra de Sitio.
En 1925 es nombrado Jefe del Estado Mayor de la Tercera Brigada Combinada, ascendiendo a Coronel, y con ese grado es designado Inspector de Ingenieros. General de Brigada en 1928, ejerce como Comandante de la Guarnición de Talca e integrante de la Corte Marcial de Santiago. Posteriormente ocupa el cargo de Jefe del Estado Mayor General del Ejército.
En 1931, en la cúspide de su carrera, siendo General de División, manda la II División de Ejército y es Director de los Servicios. Finalmente, al año siguiente, es elevado a la Comandancia en Jefe del Ejército, cargo que ejerce por un breve período. En forma simultánea fue también ministro de Guerra y Marina, y Jefe de la Plaza de Santiago.
El 27 de diciembre de 1932 se le concede el retiro de la Institución.